# Ширнево
Ширнево — деревня в Невельском районе Псковской области России. Входит в состав Плисской волости.

## География
Расположена на южном побережье озера Должно, в 4 км к северо-западу от райцентра, города Невель. на автодороге М20 (участок Невель — Пустошка).

## Население
| 2001 | 2002 | 2010 |
| ---- | ---- | ---- |
| 30   | ↘28  | ↗32  |

Численность населения деревни по оценке на начало 2001 года составляла 30 человек.